# 山手樹一郎
山手 樹一郎（やまて きいちろう、1899年〈明治32年〉2月11日 - 1978年〈昭和53年〉3月16日）は、日本の小説家。栃木県出身。初め編集者として活動し、時代小説作家に転身。明朗爽快な作風で支持を得た。

## 経歴・人物
栃木県那須郡黒磯町生まれ。父親が鉄道員として黒磯駅に勤務していた当時に生まれた。本名は井口長次。旧制明治中学校卒業。
小学新報社『少女号』の編集者を経て、博文館に入社。『講談雑誌』編集長、『少年少女譚海』編集長をつとめる。1932年頃より兼業作家となり、1939年より専業作家。前後して長谷川伸の門下。翌年より新聞連載した「桃太郎侍」で人気を得る。1944年、「獄中記」「檻送記」「蟄居記」の三部作（のち『崋山と長英』として出版）で第4回野間文芸奨励賞を受賞。
一貫して明朗、壮快な作風で、時代小説作家として支持される。第2代日本作家クラブ会長。1977年、勲三等瑞宝章を受章。
1978年3月16日、肺癌のため東京都板橋区の日本大学医学部附属板橋病院で死去。79歳没。墓所は東京都世田谷区の宗福寺。
長男は同じく小説家の井口朝生、次男は国文学者の井口樹生。孫は詩人の井坂洋子。

## 作家として
雑誌編集者との兼業作家として活動を始めたのは30代に入ってからであり、さらに専業作家となったのは40歳を過ぎてからである。
編集者としては山本周五郎などの担当をする傍ら、自身が編集に携わる雑誌を中心に作品を発表した。その際、編集者の「井口長次」名義では会社の規定で原稿料が支払われない事から、原稿料をもらう為に筆名「山手樹一郎」を名乗った。このため、当初は編集者井口長次しかその素性を知らない謎の覆面作家であり、『少年少女譚海』編集長時代に、ライバル誌であった『講談倶楽部』の編集長から執筆依頼の相談が来てしまい、たいへん困ったがさすがに断ったという逸話がある（専業作家となった後には『講談倶楽部』でも作品を発表している）。
作品は一貫して大衆文芸に求められるものとして読み手側の爽快感を重要視した作りで、ほぼ全ての物語が明朗爽快・勧善懲悪・人情話・ハッピーエンドという要素でまとめられている。このため時に偉大なるワンパターン作家などと言われる事もある。だが、別の見方をすれば、リアリズムを基調とした時代小説、実在の人物をテーマにした歴史小説に一部に見られる、破滅的で何も救いの無い悲劇の結末に辿り着くという展開が山手の作品には無いため、日本の大衆文芸史上、最も安心して結末まで読む事のできる作家でもあり、この点や人物描写・人情描写の秀逸さが長く人気を支えた。

## 主な作品
春陽堂の春陽文庫から、『山手樹一郎長編・短編小説全集』が刊行されていた。（以下「山手」と略）
- 桃太郎侍
- 夢介千両みやげ
- 又四郎行状記
- ぼんくら天狗
- 浪人市場
- 八幡鳩九郎
- 新編八犬伝 （山手樹一郎長編時代小説全集 12） 1977年 春陽文庫 - 旦開野（女装の犬坂毛野）に恋する馬加家の侍女・お夏など、山手による独自キャラクターが追加されている。
- 遠山の金さん（山手樹一郎長編時代小説全集 14） 1977年 春陽文庫 - 江戸の町で殺人事件が起き、現場検証や犯行時刻の推定、容疑者の割り出しなど、推理小説連作のスタイルになっている[6]。
- 巷説荒木又右衛門（山手樹一郎長編時代小説全集 24） 1978年 春陽文庫

### 著書刊行順リスト
- 『うぐひす侍 名作小説』博文館 1940　のち光風社文庫、春陽文庫
- 『日本ノ子供 英雄ノ少年時代』羽石弘志,玉井徳太郎,新井五郎, 鈴木朱雀畫 博文館 國民繪本　1941
- 『めをと春秋 他十一篇』博文館文庫 1941
- 『幕末軍艦役』博文館 小説選集 1942
- 『戊辰進軍譜』春陽堂書店 1942
  - 改題『山手樹一郎長篇傑作集 [第1] 恋風街道』文芸図書出版社 1951　のち春陽文庫、富士見書房時代小説文庫、広済堂文庫
- 『高野長英』春江堂 1943
- 『天の火』新泉社 1943　のち春陽文庫（山手）
- 『暁の旗風』小松崎茂絵　妙義出版社 1948
- 『おいらん俥』矢貴書店 1948　のち桃園文庫
- 『桃太郎侍』矢貴書店 1948　のち春陽文庫、新潮文庫、富士見書房時代小説文庫、嶋中文庫
- 『おんな八景』新小説社 1949
- 『十六夜巷談』同光社 1950
- 『江戸情話』東方社 1950
- 『恋かたぎ侍話』東方社 1950
- 『又四郎行状記』同光社 1950　のち春陽文庫、新潮文庫、富士見書房時代小説文庫、嶋中文庫、コスミック時代文庫
  - 『山手樹一郎長篇作品集 第6巻 (鬼姫しぐれ)』
  - 『山手樹一郎長篇作品集 第7巻 (美女峠)』
- 『青空浪人』同光社磯部書房 1951　のち春陽文庫、桃園文庫
- 『花魁やくざ』東方社 1951
- 『女のよそほひ』東方社 1951
- 『金さん捕物帳』大日本雄弁会講談社 1951
- 『新編八犬伝』大日本雄弁会講談社 1951　のち春陽文庫（山手）
- 『天保あらし』同光社 1951
- 『舞鶴屋お鶴』東方社 1951
- 『又四郎笠』同光社 1951　のち春陽文庫（山手）
- 江戸名物からす堂

『山手樹一郎長篇傑作集 [第2] 十六文からす堂』1951
『山手樹一郎自撰集 第3巻 (お紺からす堂)』桃源社 1955　
『山手樹一郎自撰集 第12巻 (深編笠からす堂)』桃源社 1956
『旅枕からす堂』桃源社 1958
『春姿からす堂』桃源社 1961　
「江戸名物からす堂」春陽文庫（山手）、コスミック時代文庫
- 『山手樹一郎長篇傑作集 [第3] 鳶のぼんくら松』　のち春陽文庫
- 『夢介千両みやげ』新小説文庫 1951　のち春陽文庫、桃園文庫、広済堂文庫

『夢介めおと旅』東方社 1952　のち大陸文庫
- 『おとめ街道』玉井徳太郎 絵 講談社 少年少女評判読物選集 1952
- 『崋山と長英』同光社磯部書房 1952　のち春陽文庫
- 『愉しからずや万作』東方社 1952
- 『はだか大名』大日本雄弁会講談社 1952　のち春陽文庫、富士見書房時代小説文庫、コスミック時代文庫
- 『花笠浪太郎』同光社磯部書房 1952　のち春陽文庫（山手）、双葉文庫
- 『ぼんくら天狗』文芸図書出版社 1952　のち春陽文庫
- 『山手樹一郎作品集 第1巻 (梅の宿)』同光社磯部書房 1952　のち桃園文庫
- 『山手樹一郎作品集 第2巻 (春ふたゝび)』
- 『山手樹一郎作品集 第3巻 (おせん)』
- 『山手樹一郎作品集 第4巻 (兵助夫婦)』
- 『山手樹一郎作品集 第5巻 (めをと雪)』のち桃園文庫、光風社文庫
- 『山手樹一郎作品集 第6巻 (久楽屋の娘)』
- 『山手樹一郎作品集 第7巻 (土の花嫁)』
- 『山手樹一郎作品集 第8巻 (春の虹)』
- 『山手樹一郎作品集 第9巻 (貞女)』
- 『山手樹一郎作品集 第10巻 (恋討手)』同光社磯部書房 1953
- 『山手樹一郎長篇作品集 第1巻 (めをと八景)』同光社磯部書房 1952
- 『山手樹一郎長篇作品集 第3巻 (遠山の金さん)』同光社磯部書房 1953　のち春陽文庫（山手）、双葉文庫、富士見書房時代小説文庫
- 『山手樹一郎長篇作品集 第5巻 (恋天狗)』　のち春陽文庫、双葉文庫、「恋斬り恩情剣」コスミック時代文庫
- 『浪人横丁』文芸図書出版社 1952　のち春陽文庫、「世直し京介」コスミック時代文庫
- 『朝霧峠』東京文芸社 1953　のち光風社文庫
- 『朝焼け富士』北辰堂 1953　のち春陽文庫
- 『いろは剣法』同光社磯部書房 1953　のち春陽文庫
- 『紅梅行灯』春陽文庫 1953
- 『ぼんくら与力』文芸図書 1953　のち春陽文庫
- 『街に出た若殿』文芸図書出版社 1953
- 『万作罷り帰る』東方社 1953
- 『生命の灯』和同出版社 1954
- 『和蘭囃子』毎日新聞社 1954　のち春陽文庫
- 『壁すがた』桃源社 1954
- 『紅梅峠』桃源社 1954
- 『地獄ごよみ 江戸恋い双六』桃源社 1954　のち春陽文庫
- 『素浪人日和』同光社 1954　のち春陽文庫、富士見書房時代小説文庫、「素浪人若さま」コスミック時代文庫
- 『青春道場』桃源社 1954　のち春陽文庫
- 『鉄火奉行』毎日新聞社 1954　のち春陽文庫、富士見書房時代小説文庫、「江戸っ子奉行始末剣」コスミック時代文庫
- 『錦の旗風』矢島健三絵 ポプラ社 1954　のち春陽文庫（山手）
- 『野ざらし姫』大日本雄弁会講談社 1954　のち春陽文庫、桃園文庫、「姫さま純情剣」コスミック時代文庫
- 『ぼんくら千両』和同出版社 1954　のち春陽文庫、「恋風千両剣」コスミック時代文庫
- 『むすめ獅子』伊藤幾久造絵 偕成社 1954
- 『紫忠兵衛』豊文社 1954
- 『竜虎少年隊』木俣清史絵 偕成社 1954
- 『若殿天狗』矢島健三絵 ポプラ社 1954
- 『江戸の虹』大日本雄弁会講談社ロマン・ブックス 1955　のち春陽文庫
- 『元禄いろは硯』東方社 東方新書 1955　のち春陽文庫、双葉文庫
- 『恋染め笠』同光社 1955　のち春陽文庫、「恋染め浪人」コスミック時代文庫
- 『巷説荒木又右衛門』大日本雄弁会講談社ロマン・ブックス 1955　のち春陽文庫（山手）
- 『春秋あばれ獅子』桃源社 1955　のち春陽文庫、双葉文庫、「姫さま恋慕剣」コスミック時代文庫
- 『鳶の松太郎』同人社 1955
- 『二階堂万作』東方社 1955　のち春陽文庫
- 『変化大名』大日本雄弁会講談社ロマン・ブックス 1955　のち春陽文庫、コスミック時代文庫
- 『山手樹一郎短篇小説全集』全6巻 和同出版社 1955
- 『五十両の夢』大日本雄弁会講談社ロマン・ブックス 1956
- 『青空剣法』講談社ロマンブックス、1956　のち春陽文庫、コスミック時代文庫

『曽我平九郎 続青空剣法』大日本雄弁会講談社ロマン・ブックス 1957
- 『江戸群盗記』新潮社 1956　のち文庫、春陽文庫（山手）
- 『江戸ざくら』桃源社 1956　「江戸ざくら金四郎」双葉文庫、コスミック時代文庫
- 『青雲の鬼』朝日新聞社 1956　のち春陽文庫、桃園文庫
- 『青春峠』大日本雄弁会講談社ロマン・ブックス 1956　のち春陽文庫、桃園文庫
- 『青年安兵衛』平凡出版 平凡映画小説シリーズ 1956　のち春陽文庫（山手）
- 『山手樹一郎新編作品集 第1 (雪の駕籠)』和同出版社 1956　のち春陽文庫
- 『山手樹一郎新編作品集 第2 (夕立の女)』のち春陽文庫（山手）
- 『山手樹一郎新編作品集 第3 (夜の花道)』のち春陽文庫（山手）
- 『山手樹一郎新編作品集 第4 (お女房さま)』
- 『山手樹一郎新編作品集 第5 (藤の茶屋)』
- 『山手樹一郎新編作品集 第6 (きつね美女)』
- 『槍一筋』和同出版社 1956　のち春陽文庫（山手）
- 『やん八弁天』大日本雄弁会講談社ロマン・ブックス 1956
- 『仇討悲願』同人社 1957
- 『紅顔秘帖』同人社 1957
- 『紅顔夜叉』光文社 1957　のち春陽文庫（山手）「姫さま変化」コスミック時代文庫
- 『巷説水戸黄門』大日本雄弁会講談社ロマン・ブックス 1957　のち春陽文庫（山手）
- 『大名囃子』東京文芸社 1957　のち春陽文庫（山手）、双葉文庫、「若さま人情剣」コスミック時代文庫
- 『天保の鬼』同人社 1957
- 『女人の砦』新潮社 1957　のち春陽文庫（山手）、双葉文庫、「隠れ与力三五郎」コスミック時代文庫
- 『のっそりと参上』桃源社 1957　のち春陽文庫
- 『山手樹一郎新編作品集 第10 (柳橋お仙)』和同出版社 1957
- 『山手樹一郎新編作品集 第12 (春待月)』
- 『山手樹一郎新編作品集 第9 (舞鶴屋お鶴)』
- 『若殿ばんざい』桃源社 1957　のち春陽文庫、富士見書房時代小説文庫、双葉文庫、「若さま恋桜始末」コスミック時代文庫
- 『朝晴れ鷹』新潮社 1958　のち文庫、春陽文庫（山手）
- 『うどんや剣法』和同出版社 1958　のち光風社文庫
- 『江戸の暴れん坊』桃源社 1958　のち春陽文庫（山手）、桃園文庫、「おたすけ町医者恋情剣」コスミック時代文庫
- 『金四郎桜』桃源社 1958
- 『青春の風』講談社 1958　のち春陽文庫
- 『月の路地』和同出版社 1958
- 『土の花嫁』和同出版社 1958
- 『花の青空』和同出版社 1958　のち春陽文庫、コスミック時代文庫
- 『花嫁太平記』和同出版社 1958
- 『浪人八景』桃源社 1958　のち春陽文庫、桃園文庫
- 『江戸花火』光風社 1959　のち春陽文庫
- 『少年の虹』玉井徳太郎絵 東都書房 1959
- 『土こね記』桃源社 1959
- 『天保紅小判』光文社 1959　のち春陽文庫
- 『夜潮』和同出版社 1959
- 『浪人市場』全7巻 講談社 1959-63　のち春陽文庫（山手）、コスミック時代文庫
- 『浪人若殿』和同出版社 1959　のち春陽文庫、コスミック時代文庫
- 『わんぱく公子』全2巻　光文社 1959-61　のち春陽文庫、富士見書房時代小説文庫、桃園文庫、「世直し若様」コスミック時代文庫
- 『江戸の朝風』講談社 1960　のち春陽文庫、広済堂文庫
- 『お国流皆伝』光風社 1960
- 『喧嘩大名』光風社 1960　のち文庫
- 『矢一筋』光風社、1960　のち春陽文庫
- 『財布の命』光風社 1960
- 『尺八乞食』光風社 1960
- 『天狗くずれ』光風社 1960
- 『天保浮世硯』文芸春秋新社 1960「天保うき世硯」春陽文庫（山手）
- 『八幡鳩九郎』全3巻　桃源社 1960-61　のち春陽文庫（山手）
- 『紅だすき無頼』大和出版 1960
- 『山手樹一郎全集』全40巻 講談社 1960-62
- 『夜馬車』光風社 1960
- 『極楽一丁目』東京文芸社 1961
- 『鶴姫やくざ帖』光風社 1961　のち春陽文庫
- 『花のお江戸で』東方社 1961　のち春陽文庫
- 『江戸へ百七十里』新潮社 1962　のち文庫、春陽文庫（山手）「身がわり若様」コスミック時代文庫
- 『江戸の顔役』角川書店 1962　のち春陽文庫（山手）、桃園文庫、「恋しぐれ浪人剣」コスミック時代文庫
- 『隠密三国志』講談社 1962　のち春陽文庫（山手）、桃園文庫、広済堂文庫
- 『侍の灯』全4巻　光風社 1962-63　のち春陽文庫、桃園文庫
- 『たのまれ源八』東京文芸社 1962　のち春陽文庫（山手）「おたすけ浪人源八」コスミック時代文庫
- 『天の火柱』桃源社 1962　のち春陽文庫（山手）、桃園文庫
- 『山手樹一郎作品集 第10 (隠密返上)』光風社 1962　のち文庫
- 『山手樹一郎作品集 第1 (腕一本の春)』のち光風社文庫
- 『山手樹一郎作品集 第4 (明日の風)』
- 『山手樹一郎作品集 第5 (薫風の旅)』
- 『山手樹一郎作品集 第6 (借りた蚊帳)』
- 『山手樹一郎作品集 第7 (振り出し三両)』のち光風社文庫
- 『山手樹一郎作品集 第8 (拾った女房)』のち光風社文庫
- 『山手樹一郎作品集 第9 (戸塚の夜雨)』
- 『竹光と女房と』光風社 1963
- 『放れ鷹日記』講談社 1963　のち春陽文庫（山手）
- 『お助け河岸』桃源社 1964　のち春陽文庫（山手）、双葉文庫
- 『千石鶴』講談社 1964　のち春陽文庫（山手）、広済堂文庫
- 『山手樹一郎自撰作品集 第9　浪人まつり』光風社 1964　のち春陽文庫（山手）、桃園文庫、光風社文庫
- 『おすねと狂介』毎日新聞社 1965　のち春陽文庫（山手）「姫さま初恋剣法」コスミック時代文庫
- 『素浪人案内』全3巻　双葉社 1965-66　のち春陽文庫、桃園文庫
- 『流れ雲』青樹社 1965
- 『浪人十景』東方社 1965
- 『三百六十五日』毎日新聞社 1966
- 『江戸に夢あり』新潮社 1966　のち春陽文庫（山手）、双葉文庫、「貧乏旗本恋情剣法」コスミック時代文庫
- 『さむらい春秋』東京文芸社 1966
- 『さむらい読本』実業之日本社 ホリデー新書 1966　のち春陽文庫（山手）「万之介無勝手剣」コスミック時代文庫
- 『青雲燃える』桃源社 1966　のち春陽文庫（山手）、富士見書房時代小説文庫
- 『源八愛慾の川』東京文芸社 1967
- 『源八邪淫の精』東京文芸社 1967
- 『さむらい根性』東京文芸社 1967　のち春陽文庫（山手）
- 『幸福を売る侍』双葉社 1967　のち双葉ポケット文庫、「若さま浪人人情剣」コスミック時代文庫
- 『素浪人日記』東方社 1967
- 『浪人の人生』東京文芸社 1967
- 『青空の如く』東方社 1968
- 『裏町の人生』東京文芸社 1968
- 『江戸の人生』東京文芸社 1968
- 『下郎の夢』東方社 1968　のち春陽文庫（山手）
- 『殿さま浪人』双葉社 1968　のち文庫、コスミック時代文庫
- 『武家の人生』東京文芸社 1968
- 『名君修業』東方社 1968
- 『明治の人生』東京文芸社 1968
- 『虹に立つ侍』講談社 1969　のち春陽文庫（山手）「浪人若さま颯爽剣」コスミック時代文庫
- 『月に濡れる女』広済堂出版 カラー小説新書 1970
- 『仇討ごよみ 山手樹一郎前期自選短編小説集』青樹社 1971
- 『生命の灯 山手樹一郎中期自選短編小説集』青樹社 1971
- 『辻斬り未遂 山手樹一郎後期自選短編小説集』青樹社 1971
- 『恋名月 山手樹一郎自選短編集』青樹社 1973　のち春陽文庫
- 『紅梅白梅』弘済出版社 こだまブック　1971
- 『霧の中』広済堂出版 Kosaido blue books　1973
- 『さむらい山脈』講談社 1973　のち春陽文庫（山手）、コスミック時代文庫
- 『幕末の人生』東京文芸社 1973
- 『うなされる女』広済堂出版 Kosaido blue books 1974
- 『江戸へ逃げる女』広済堂出版 Kosaido blue books　1974
- 『福の神だという女』桃園書房 1978　のち文庫
- 『曲りかどの女』桃園書房 1978  のち文庫
- 『暴れ姫君』青樹社 1979　のち春陽文庫（山手）
- 『一夜明ければ』「新樹」同人編 桃園書房 1979　のち文庫
- 『海の恋』青樹社 1979
- 『男の星座』桃園書房 1979　のち文庫
- 『げんこつ青春記』青樹社 1979
- 『木枯の旅』青樹社 1979
- 『品川砲台』桃園書房 1980　のち文庫
- 『秋しぐれ 他12編』春陽文庫（山手）山手樹一郎短編時代小説全集 1980
- 『恋の酒 他13編』春陽文庫（山手）1980
- 『紺屋の月』「新樹」同人編　桃園書房 1980　のち文庫
- 『三郎兵衛の恋』桃園書房 1980　のち文庫
- 『春風街道 他10編』春陽文庫（山手） 1980
- 『将棋主従 他10編』春陽文庫、1980
- 『二十年目の熱情』桃園書房 1980　のち文庫
- 『花の雨』「新樹」同人編 桃園書房 1980　のち文庫
- 『江戸隠密帳』桃園文庫　1986
- 『あのことこのこと 山手樹一郎随筆集』井口朝生編 光風社出版 1990
- 『江戸の文』桃園文庫 1992
- 『後家の春』桃園文庫、1996
- 『春雷』桃園文庫、1999

## 関連書籍
- 上野一雄『聞き書き山手樹一郎』大陸書房 1985
- 『新樹 山手樹一郎生誕102年記念号』小池書院 2002

## 映画化
- 1934年 - 武道大鑑（千恵プロ／監督：伊丹万作／出演：片岡千恵蔵、山田五十鈴）
- 1938年 - 紅だすき一刀流（松竹）
- 1938年 - 暴れ剣法（新興東京）
- 1939年 - うぐいす侍（日活／監督：丸根賛太郎／出演：片岡千恵蔵）
- 1940年 - 仇討ごよみ（東宝映画／長谷川一夫）
- 1940年 - 波乗り武道（松竹）
- 1940年 - 千両小町（大都）
- 1951年 - 又四郎行状記　鬼姫しぐれ（宝プロ＝新東宝／監督：中川信夫／出演：嵐寛寿郎）
- 1951年 - 夢介千両みやげ　春風無刀流（東横／片岡千恵蔵、大友柳太朗）
- 1951年 - 神変美女峠（新東宝＝宝プロ／黒川弥太郎、大友柳太朗）
- 1951年 - 十六文からす堂　千人悲願（宝プロ／黒川弥太郎、大友柳太朗）
- 1951年 - 江戸恋双六（東映／監督：萩原遼・松田定次／出演：市川右太衛門）
- 1952年 - 青空浪人（新東宝＝宝プロ／黒川弥太郎）
- 1952年 - 修羅城秘聞　双竜の巻（新演技座＝大映／監督：衣笠貞之助／出演:長谷川一夫、大河内傳次郎）
- 1952年 - はだか大名　前後（東映／監督：渡辺邦男／出演：片岡千恵蔵）
- 1953年 - 朝焼け富士　前後（東映／監督：松田定次／出演：市川右太衛門、月丘夢路）
- 1953年 - 神変あばれ笠　前後（東映／監督：渡辺邦男／出演：市川右太衛門）
- 1954年 - 風来坊（松竹）
- 1954年 - 巷説荒木又右衛門　暁の三十八人斬り（東映／監督：渡辺邦男／出演：市川右太衛門、高峰三枝子）
- 1954年 - 素浪人日和（松竹／監督：大曽根辰夫／出演：高田浩吉、近衛十四郎）
- 1954年 - 野ざらし姫　追撃の三十騎（東映／大友柳太朗、高千穂ひづる）
- 1954年 - 恋風街道（宝塚映画）
- 1954年 - 鉄火奉行（大映／監督：衣笠／出演：長谷川、大河内）
- 1954年 - 和蘭囃子（日米プロ／監督：若杉光夫／出演：大谷友右衛門、南風洋子）
- 1954年 - 変化大名（東映／監督：佐々木康／出演：市川右太衛門）
- 1955年 - 恋天狗（東映／監督：渡辺邦男／出演：市川右太衛門）
- 1955年 - 春秋あばれ獅子（東映／大友柳太朗、高千穂ひづる）
- 1955年 - ふり袖小天狗（東映／美空ひばり）
- 1956年 - 又四郎喧嘩旅（大映／市川雷蔵）
- 1956年 - 晴姿一番纏（東映／中村錦之助、月形龍之介）
- 1956年 - 快剣士笑いの面（東映／監督：佐々木康／出演：市川右太衛門）
- 1956年 - 青空剣法より　弁天夜叉（松竹／高田浩吉、高峰三枝子）
- 1956年 - 満月あばれ笠（東映／東千代之介）
- 1956年 - 青年安兵衛　紅だすき素浪人（東映／中村錦之助）
- 1957年 - 恋染め浪人【原作『恋染め笠』】（東映／監督：加藤泰／出演：大友柳太朗）
- 1957年 - 青雲の鬼（東映／中村錦之助、月形龍之介）
- 1957年 - 大名囃子 前後（東映／監督：佐々木康／出演：市川右太衛門）
- 1957年 - 朝晴れ鷹（東映／大友柳太朗、大河内）
- 1957年 - 桃太郎侍（大映／監督：三隅研次／出演：市川雷蔵）
- 1958年 - 緋ざくら大名（東映／監督：加藤泰／出演：大川橋蔵、大河内）
- 1958年 - 千両獅子【原作『江戸群盗記』】（東映／監督：内田吐夢／出演：市川右太衛門、大河内）
- 1958年 - 浪人八景（東映／監督：加藤泰／出演：市川右太衛門、里見浩太郎）
- 1960年 - 浪人市場　朝やけ天狗（東映／市川右太衛門、東千代之介、近衛十四郎）
- 1960年 - 桃太郎侍　江戸の修羅王（第二東映／里見浩太郎）
- 1960年 - 桃太郎侍　南海の鬼（第二東映）
- 1960年 - まぼろし大名（第二東映／高田浩吉）
- 1960年 - 素浪人百万石（東映／市川右太衛門、東千代之介、近衛十四郎）
- 1960年 - わんぱく公子（大映）
- 1960年 - 江戸の朝風（東映／片岡千恵蔵）
- 1961年 - 又四郎行状記　神変美女蝙蝠（東映／高田宏治、若山富三郎）
- 1962年 - 八幡鳩九郎（東映／高田浩吉、里見浩太郎、黒川弥太郎）
- 1962年 - 江戸へ百七十里（大映／監督：森一生／出演：市川雷蔵、中村鴈治郎）
- 1963年 - 桃太郎侍（大映／本郷功次郎、高田美和）[7]

## 舞台化
2022年3 - 6月に、宝塚歌劇団雪組で『夢介千両みやげ』を上演。主演は彩風咲奈、朝月希和。脚本・演出は石田昌也。